# Tepeče
Tepeče (Servisch cyrillisch Тепече) is een plaats in de Servische gemeente Kraljevo. De plaats telt 195 inwoners (2002).